# Thiancourt
Thiancourt és un municipi francès situat al departament del Territori de Belfort i a la regió de Borgonya - Franc Comtat. L'any 2007 tenia 248 habitants.

## Demografia

### Població
El 2007 la població de fet de Thiancourt era de 248 persones. Hi havia 94 famílies de les quals 16 eren unipersonals (12 homes vivint sols i 4 dones vivint soles), 35 parelles sense fills, 35 parelles amb fills i 8 famílies monoparentals amb fills.
La població ha evolucionat segons el següent gràfic:
Habitants censats

### Habitatges
El 2007 hi havia 100 habitatges, 97 eren l'habitatge principal de la família i 3 estaven desocupats. 97 eren cases i 3 eren apartaments. Dels 97 habitatges principals, 90 estaven ocupats pels seus propietaris, 6 estaven llogats i ocupats pels llogaters i 2 estaven cedits a títol gratuït; 1 tenia dues cambres, 4 en tenien tres, 24 en tenien quatre i 69 en tenien cinc o més. 85 habitatges disposaven pel capbaix d'una plaça de pàrquing. A 33 habitatges hi havia un automòbil i a 56 n'hi havia dos o més.

### Piràmide de població
La piràmide de població per edats i sexe el 2009 era:
| Homes | Edats   | Dones |
| ----- | ------- | ----- |
| 0     | 95 o +  | 0     |
| 0     | 90 a 94 | 0     |
| 4     | 85 a 89 | 0     |
| 4     | 80 a 84 | 4     |
| 12    | 75 a 79 | 8     |
| 0     | 70 a 74 | 0     |
| 4     | 65 a 69 | 8     |
| 8     | 60 a 64 | 4     |
| 4     | 55 a 59 | 12    |
| 12    | 50 a 54 | 0     |
| 8     | 45 a 49 | 16    |
| 8     | 40 a 44 | 12    |
| 12    | 35 a 39 | 8     |
| 0     | 30 a 34 | 0     |
| 0     | 25 a 29 | 0     |
| 16    | 20 a 24 | 0     |
| 28    | 15 a 19 | 8     |
| 8     | 10 a 14 | 0     |
| 4     | 5 a 9   | 12    |
| 0     | 0 a 4   | 0     |

## Economia
El 2007 la població en edat de treballar era de 160 persones, 117 eren actives i 43 eren inactives. De les 117 persones actives 103 estaven ocupades (61 homes i 42 dones) i 14 estaven aturades (5 homes i 9 dones). De les 43 persones inactives 16 estaven jubilades, 16 estaven estudiant i 11 estaven classificades com a «altres inactius».

### Ingressos
El 2009 a Thiancourt hi havia 100 unitats fiscals que integraven 261 persones, la mediana anual d'ingressos fiscals per persona era de 22.195 €.

### Activitats econòmiques
Els 2 establiments que hi havia el 2007 eren d'empreses de construcció.
Dels 2 establiments de servei als particulars que hi havia el 2009, 1 era un guixaire pintor i 1 fusteria.
L'any 2000 a Thiancourt hi havia 3 explotacions agrícoles.

## Poblacions més properes
El següent diagrama mostra les poblacions més properes.